# Eremophasma eremobium
Eremophasma eremobium is een vliesvleugelig insect uit de familie Encyrtidae. De wetenschappelijke naam is voor het eerst geldig gepubliceerd in 1968 door Sugonjaev.